# Temporada 2024 del Campeonato de Super Fórmula Japonesa
La temporada 2024 del Campeonato de Super Fórmula Japonesa fue la 38.ª temporada de dicho campeonato, y la duodécima con la actual denominación. Comenzó el 9 de marzo en Suzuka y finalizó el 10 de noviembre en el mismo circuito.
El piloto de Vantelin Team TOM'S, Sho Tsuboi, fue campeón de esta edición. Mientras que Docomo Team Dandelion Racing fue el ganador del título de escuderías.

## Escuderías y pilotos
| Escudería                      | Motor  | N.º | Piloto              | Rondas   |
| ------------------------------ | ------ | --- | ------------------- | -------- |
| Docomo Team Dandelion Racing   | Honda  | 5   | Tadasuke Makino     | Todas    |
| Docomo Team Dandelion Racing   | Honda  | 6   | Kakunoshin Ohta     | Todas    |
| ThreeBond Racing               | Honda  | 12  | Atsushi Miyake      | Todas    |
| Team Mugen                     | Honda  | 15  | Ayumu Iwasa         | Todas    |
| Team Mugen                     | Honda  | 16  | Tomoki Nojiri       | Todas    |
| San-Ei Gen with B-Max          | Honda  | 50  | Iori Kimura         | Todas    |
| TGM Grand Prix                 | Honda  | 53  | Juju Noda           | Todas    |
| TGM Grand Prix                 | Honda  | 55  | Nobuharu Matsushita | 1-3      |
| TGM Grand Prix                 | Honda  | 55  | Hiroki Otsu         | 4-9      |
| PONOS Nakajima Racing          | Honda  | 64  | Naoki Yamamoto      | Todas    |
| PONOS Nakajima Racing          | Honda  | 65  | Ren Sato            | Todas    |
| Kondō Racing                   | Toyota | 3   | Kenta Yamashita     | Todas    |
| Kondō Racing                   | Toyota | 4   | Kazuto Kotaka       | Todas    |
| Kids com Team KCMG             | Toyota | 7   | Kamui Kobayashi     | Todas    |
| Kids com Team KCMG             | Toyota | 8   | Nirei Fukuzumi      | Todas    |
| docomo business ROOKIE         | Toyota | 14  | Kazuya Oshima       | Todas    |
| Itochu Enex Team Impul         | Toyota | 19  | Théo Pourchaire     | 1        |
| Itochu Enex Team Impul         | Toyota | 19  | Ben Barnicoat       | 2        |
| Itochu Enex Team Impul         | Toyota | 19  | Hibiki Taira        | 3-4, 8-9 |
| Itochu Enex Team Impul         | Toyota | 19  | Nyck de Vries       | 5-7      |
| Itochu Enex Team Impul         | Toyota | 20  | Yuji Kunimoto       | Todas    |
| Vantelin Team TOM’S            | Toyota | 36  | Sho Tsuboi          | Todas    |
| Vantelin Team TOM’S            | Toyota | 37  | Ukyo Sasahara       | Todas    |
| Vertex Partners Cerumo・INGING | Toyota | 38  | Sena Sakaguchi      | Todas    |
| Vertex Partners Cerumo・INGING | Toyota | 39  | Toshiki Oyu         | Todas    |

## Calendario
| Ronda    | Circuito                       | Fecha           |
| -------- | ------------------------------ | --------------- |
| 1        | Circuito de Suzuka, Suzuka 1   | 10 de marzo     |
| 2        | Autopolis, Ōita                | 19 de mayo      |
| 3        | Sportsland SUGO, Murata        | 23 de junio     |
| 4        | Fuji Speedway, Oyama 1         | 21 de julio     |
| 5        | Mobility Resort Motegi, Motegi | 25 de agosto    |
| 6        | Fuji Speedway, Oyama 2         | 12 de octubre   |
| 7        | Fuji Speedway, Oyama 2         | 13 de octubre   |
| 8        | Circuito de Suzuka, Suzuka 2   | 9 de noviembre  |
| 9        | Circuito de Suzuka, Suzuka 2   | 10 de noviembre |
| Fuentes: |                                |                 |

## Resultados
| Ronda | Ronda                  | Pole Position   | Vuelta rápida   | Piloto ganador  | Escudería ganadora           |
| ----- | ---------------------- | --------------- | --------------- | --------------- | ---------------------------- |
| 1     | Circuito de Suzuka 1   | Sena Sakaguchi  | Naoki Yamamoto  | Tomoki Nojiri   | Team Mugen                   |
| 2     | Autopolis              | Ayumu Iwasa     | Ben Barnicoat   | Tadasuke Makino | Docomo Team Dandelion Racing |
| 3     | Sportsland SUGO        | Tomoki Nojiri   | Tomoki Nojiri   | Tomoki Nojiri   | Team Mugen                   |
| 4     | Fuji Speedway 1        | Nirei Fukuzumi  | Tomoki Nojiri   | Sho Tsuboi      | Vantelin Team TOM’S          |
| 5     | Mobility Resort Motegi | Kenta Yamashita | Naoki Yamamoto  | Tadasuke Makino | Docomo Team Dandelion Racing |
| 6     | Fuji Speedway 2        | Nirei Fukuzumi  | Sho Tsuboi      | Sho Tsuboi      | Vantelin Team TOM’S          |
| 7     | Fuji Speedway 2        | Sho Tsuboi      | Sho Tsuboi      | Sho Tsuboi      | Vantelin Team TOM’S          |
| 8     | Circuito de Suzuka 2   | Kakunoshin Ohta | Kakunoshin Ohta | Kakunoshin Ohta | Docomo Team Dandelion Racing |
| 9     | Circuito de Suzuka 2   | Tomoki Nojiri   | Iori Kimura     | Kakunoshin Ohta | Docomo Team Dandelion Racing |

## Clasificaciones

### Sistema de puntuación
Carrera
| Posición | 1.º | 2.º | 3.º | 4.º | 5.º | 6.º | 7.º | 8.º | 9.º | 10.º |
| Puntos   | 20  | 15  | 11  | 8   | 6   | 5   | 4   | 3   | 2   | 1    |

Clasificación
| Posición | 1.º | 2.º | 3.º |
| Puntos   | 3   | 2   | 1   |

### Campeonato de Pilotos
| Pos. | Piloto              | SUZ1 | AUT | SUG | FUJ1 | MOT  | FUJ2 | FUJ2 | SUZ2 | SUZ2 | Puntos |
| ---- | ------------------- | ---- | --- | --- | ---- | ---- | ---- | ---- | ---- | ---- | ------ |
| 1    | Sho Tsuboi          | 11   | 3   | 3   | 1    | 5    | 1    | 1    | 2    | 23   | 117.5  |
| 2    | Tomoki Nojiri       | 13   | 9   | 1   | 3    | 3    | 63   | 72   | 5    | 41   | 87     |
| 3    | Tadasuke Makino     | 10   | 12  | 4   | 5    | 1    | 4    | 3    | 3    | 8    | 86     |
| 4    | Kakunoshin Ohta     | 42   | 5   | 14  | DNS  | 19†2 | 92   | 4    | 1    | 12   | 75     |
| 5    | Ayumu Iwasa         | 9    | 21  | 2   | 112  | 7    | 2    | 6    | 92   | 7    | 63.5   |
| 6    | Nirei Fukuzumi      | 6    | 8   | 13  | 41   | 9    | 51   | 23   | 6    | 3    | 62     |
| 7    | Kenta Yamashita     | 2    | 7   | 6   | 13   | 21   | 10   | 8    | 8    | 9    | 48.5   |
| 8    | Naoki Yamamoto      | 3    | 43  | DNS | 10   | 4    | 8    | Ret  | 7    | 6    | 41     |
| 9    | Toshiki Oyu         | 16   | 15  | 5   | 23   | 63   | Ret  | 10   | 10   | 16   | 27     |
| 10   | Kamui Kobayashi     | 19†  | 10  | 10  | 8    | 12   | 3    | 5    | 14   | 10   | 22.5   |
| 11   | Ren Sato            | 5    | Ret | 11  | 7    | 10   | 7    | DSQ  | Ret3 | 5    | 22     |
| 12   | Sena Sakaguchi      | 71   | 6   | 12  | Ret  | Ret  | 18   | Ret  | 4    | 13   | 20     |
| 13   | Yuji Kunimoto       | Ret  | 19† | 7   | 6    | 11   | 13   | 15   | 13   | 12   | 7      |
| 14   | Kazuto Kotaka       | Ret  | 18  | 8   | 17   | 8    | 16   | 12   | Ret  | 19   | 4.5    |
| 15   | Nobuharu Matsushita | 8    | 16  | 19  |      |      |      |      |      |      | 3      |
| 16   | Iori Kimura         | 12   | 14  | 9   | 15   | 17   | Ret  | 9    | 11   | 11   | 3      |
| 17   | Hibiki Taira        |      |     | 17  | 9    |      |      |      | Ret  | 17   | 2      |
| 18   | Nyck de Vries       |      |     |     |      | 13   | 11   | 11   |      |      | 0      |
| 19   | Kazuya Oshima       | 13   | 11  | Ret | 16   | 14   | 15   | Ret  | Ret  | 15   | 0      |
| 20   | Ukyo Sasahara       | 15   | 12  | 16  | 12   | 16   | 12   | 14   | 15†  | 14   | 0      |
| 21   | Juju Noda           | 17   | 20  | 18  | 19   | 18   | 17   | 16   | 12   | 20   | 0      |
| 22   | Hiroki Otsu         |      |     |     | 14   | 15   | 19   | 13   | Ret  | Ret  | 0      |
| 23   | Ben Barnicoat       |      | 13  |     |      |      |      |      |      |      | 0      |
| 24   | Atsushi Miyake      | 14   | 17  | 15  | 18   | 20   | 14   | Ret  | Ret  | 18   | 0      |
| 25   | Théo Pourchaire     | 18   |     |     |      |      |      |      |      |      | 0      |
| Pos. | Piloto              | SUZ1 | AUT | SUG | FUJ1 | MOT  | FUJ2 | FUJ2 | SUZ2 | SUZ2 | Puntos |

| Color     | Resultado                                                               |
| --------- | ----------------------------------------------------------------------- |
| Oro       | Ganador                                                                 |
| Plata     | 2.ª plaza                                                               |
| Bronce    | 3.ª plaza                                                               |
| Verde     | Finalizó en los puntos                                                  |
| Azul      | Finalizó sin puntos                                                     |
| Azul      | NC - No clasificado                                                     |
| Violeta   | Ret - No terminó (Carrera)                                              |
| Rojo      | DNQ - No se clasificó                                                   |
| Negro     | DSQ - Descalificado                                                     |
| Blanco    | DNS - No empezó (carrera)                                               |
| Blanco    | WD - Retirado (fin de semana)                                           |
| Blanco    | C - Carrera cancelada                                                   |
| Sin color | DNP - Inscrito pero no participó                                        |
| Sin color | INJ - Lesionado                                                         |
| Sin color | EX - Excluido                                                           |
| Estado    | Resultado                                                               |
| Negrita   | Pole position                                                           |
| Cursiva   | Vuelta rápida                                                           |
| †         | Abandona, pero clasifica al completar el porcentaje requerido para ello |

### Campeonato de Escuderías
| Pos. | Escudería                      | SUZ1 | AUT | SUG | FUJ1 | MOT | FUJ2 | FUJ2 | SUZ2 | SUZ2 | Puntos |
| ---- | ------------------------------ | ---- | --- | --- | ---- | --- | ---- | ---- | ---- | ---- | ------ |
| 1    | Docomo Team Dandelion Racing   | 4    | 1   | 4   | 5    | 1   | 4    | 3    | 1    | 1    | 148    |
| 1    | Docomo Team Dandelion Racing   | 10   | 5   | 14  | DNS  | 19† | 9    | 4    | 3    | 8    | 148    |
| 2    | Team Mugen                     | 1    | 2   | 1   | 3    | 3   | 2    | 6    | 5    | 4    | 131.5  |
| 2    | Team Mugen                     | 9    | 9   | 2   | 11   | 7   | 6    | 7    | 9    | 7    | 131.5  |
| 3    | Vantelin Team TOM’S            | 11   | 3   | 3   | 1    | 5   | 1    | 1    | 2    | 2    | 112.5  |
| 3    | Vantelin Team TOM’S            | 15   | 12  | 16  | 12   | 16  | 12   | 14   | 15†  | 14   | 112.5  |
| 4    | Kids com Team KCMG             | 6    | 8   | 10  | 4    | 9   | 3    | 2    | 6    | 3    | 77.5   |
| 4    | Kids com Team KCMG             | 19†  | 10  | 13  | 8    | 12  | 5    | 5    | 14   | 10   | 77.5   |
| 5    | PONOS Nakajima Racing          | 3    | 4   | 11  | 7    | 4   | 7    | 15   | 7    | 5    | 61     |
| 5    | PONOS Nakajima Racing          | 5    | Ret | DNS | 10   | 10  | 8    | DSQ  | Ret  | 6    | 61     |
| 6    | Kondō Racing                   | 2    | 7   | 6   | 13   | 2   | 10   | 8    | 8    | 9    | 50     |
| 6    | Kondō Racing                   | Ret  | 18  | 8   | 17   | 8   | 16   | 12   | Ret  | 19   | 50     |
| 7    | Vertex Partners Cerumo・INGING | 7    | 6   | 5   | 2    | 6   | 18   | 10   | 4    | 13   | 42     |
| 7    | Vertex Partners Cerumo・INGING | 16   | 15  | 12  | Ret  | Ret | Ret  | Ret  | 10   | 16   | 42     |
| 8    | Itochu Enex Team Impul         | 18   | 13  | 7   | 6    | 11  | 11   | 11   | 13   | 12   | 9      |
| 8    | Itochu Enex Team Impul         | Ret  | 19† | 17  | 9    | 13  | 13   | 15   | Ret  | 17   | 9      |
| 9    | TGM Grand Prix                 | 8    | 16  | 18  | 14   | 15  | 17   | 13   | 12   | 20   | 3      |
| 9    | TGM Grand Prix                 | 17   | 20  | 19  | 19   | 18  | 19   | 16   | Ret  | Ret  | 3      |
| 10   | San-Ei Gen with B-Max          | 12   | 14  | 9   | 15   | 17  | Ret  | 9    | 11   | 11   | 3      |
| 11   | docomo business ROOKIE         | 13   | 11  | Ret | 16   | 14  | 15   | Ret  | Ret  | 15   | 0      |
| 12   | ThreeBond Racing               | 14   | 17  | 15  | 18   | 20  | 14   | Ret  | Ret  | 18   | 0      |
| Pos. | Escudería                      | SUZ1 | AUT | SUG | FUJ1 | MOT | FUJ2 | FUJ2 | SUZ2 | SUZ2 | Puntos |

| Color     | Resultado                                                               |
| --------- | ----------------------------------------------------------------------- |
| Oro       | Ganador                                                                 |
| Plata     | 2.ª plaza                                                               |
| Bronce    | 3.ª plaza                                                               |
| Verde     | Finalizó en los puntos                                                  |
| Azul      | Finalizó sin puntos                                                     |
| Azul      | NC - No clasificado                                                     |
| Violeta   | Ret - No terminó (Carrera)                                              |
| Rojo      | DNQ - No se clasificó                                                   |
| Negro     | DSQ - Descalificado                                                     |
| Blanco    | DNS - No empezó (carrera)                                               |
| Blanco    | WD - Retirado (fin de semana)                                           |
| Blanco    | C - Carrera cancelada                                                   |
| Sin color | DNP - Inscrito pero no participó                                        |
| Sin color | INJ - Lesionado                                                         |
| Sin color | EX - Excluido                                                           |
| Estado    | Resultado                                                               |
| Negrita   | Pole position                                                           |
| Cursiva   | Vuelta rápida                                                           |
| †         | Abandona, pero clasifica al completar el porcentaje requerido para ello |